# آبشار آب‌گرمه
آبشار آب‌گرمه یا آبشار چنار(ابشار آبگرمه چنار) یا بیشه گرمه که دارای آبی بسیار خنک و زلال می باشد یکی از آبشارهای زیبای استان لرستان یا استان زاگرس واقع در شهرستان دورود است. این آبشار در داخل کوه در نزدیکی روستای چنار که دارای بیشه و طبیعت سرسبز و چشمه سارها متعدد و درختان و حیات وحش متنوع قرار دارد.بعد از عبور از آبشار قطره ای و آبشار پلکانی به آبشار اصلی  خواهید رسید. این آبشار در ۱۵کیلومتری آبشار بیشه و ۲۳ کیلومتری شهر دورود و در امتداد راه‌آهن شمال به جنوب واقع شده‌است . راه دسترسی به آبشار از سمت دورود از جاده دورود عمارت که پیرعبدالله نام دارد و همچنین قطار محلی ایستگاه راه آهن قارون امکان‌پذیر است.جاده کوهستانی پیرعبدالله بسیار باریک و پرپیج و خم که دارای پل های متعدد هست و کنار یک دره و پرتگاه عمیق قرار گرفته است.و جاده نسبتا خطرناکی است.برای رسیدن به آبشار از پایین کوه تا خود آبشار که در بالای کوه قرار گرفته حدود یکساعت کوهنوردی هست که در بعضی جاها شیب بسیار تند و لیزی دارد.و نیاز به کفش کوهنوردی هست.حدود  این آبشار در مسیر رودخانه سزار قرار دارد مردم منطقه(روستای چنار) اقدام به احداث دو سکوی سیمانی به همراه سرویس بهداشتی جهت آسایش گردشگران نموده اند